# Mindre teatern
Il Mindre teatern, (Nya teatern, Lindeberska teatern), era un teatro svedese in via Kungsgatan a Stoccolma, attivo dal 1842 al 1863. L'edificio fu utilizzato come locale per il Teatro Reale Drammatico nel 1863-1908.

## Storia
Il teatro fu fondato da Anders Lindeberg nel 1842 dopo l'abolizione del monopolio teatrale del Teatro Reale Drammatico. Si chiamava Mindre teatern (Il Piccolo teatro), poiché il vecchio teatro reale drammatico era chiamato "Il Grande Teatro", Nya teatern (Il nuovo teatro) e anche Lindeberska teatern (Il teatro Lindeberg), dal nome del suo fondatore.
Divenne un teatro popolare, che rivaleggiava con il Teatro Reale. Nel 1863 il teatro fu venduto al Teatro Reale e sciolto. L'edificio stesso divenne la nuova sede del Teatro Reale Drammatico, che impiegò anche molti degli attori, e continuò come tale per 45 anni. Fu il quarto edificio a fungere da località per il teatro reale. Quando l'opera reale e il teatro reale condividevano l'edificio, il Teatro Reale Drammatico veniva spesso chiamato "Il Piccolo palco", mentre la Opera Reale Svedese era chiamata "Il Grande palco" e questo continuò dopo che furono separati.
Alla fine l'edificio fu ritenuto inadeguato e quando il nuovo edificio per il Teatro Reale fu terminato nel 1908 fu demolito.